# Гетто в Сапежинке
Гетто в Сапежи́нке (28 августа 1941 — сентябрь 1941) — еврейское гетто, место принудительного переселения евреев деревни Сапежинка Быховского района Могилёвской области и близлежащих населённых пунктов в процессе преследования и уничтожения евреев во время оккупации территории Белоруссии войсками нацистской Германии в период Второй мировой войны.

## Оккупация Сапежинки и создание гетто
28 августа 1941 года, через полтора месяца после захвата немецкими войсками деревни Сапежинка (еврейский колхоз имени Свердлова), находящейся в пригороде Быхова, нацисты провели в местечке первую «акцию» (таким эвфемизмом гитлеровцы называли организованные ими массовые убийства). Немцы очень серьёзно относились к возможности еврейского сопротивления, и поэтому в большинстве случаев в первую очередь убивали в гетто или ещё до его создания евреев-мужчин в возрасте примерно от 15 до 50 лет — несмотря на экономическую нецелесообразность, так как это были самые трудоспособные узники. По этим соображениям 27 молодых сапежинских мужчин-евреев расстреляли на окраине деревни возле склада аммоналовых запалов. (На этом месте после войны построили льнозавод.)
В этот же день немцы, реализуя нацистскую программу уничтожения евреев, организовали в местечке гетто. Ещё живых евреев — женщин, стариков и детей (от 55 до 70 человек) — согнали в два больших дома, один из которых принадлежал Гамшею Узилевскому, а другой Нахману Брилону.

## Уничтожение гетто
Сапежинское гетто просуществовало недолго. Узников не кормили и не давали им воды. Над обреченными людьми безнаказанно издевались, женщин насиловали. Через примерно две недели ещё оставшихся в живых евреев Сапежинки погнали в Быховское гетто, где убили с местными евреями.
Всё имущество в домах убитых евреев было полностью разграблено. По воспоминаниям свидетелей, немцы вещи не брали — мародёрствовали жители Сапежинки, Быхова и деревни Мокрое.

## Случаи спасения
В день, когда расстреливали мужчин-евреев, Израиль Мендель уехал за углем по заданию немцев. По возвращении его успели предупредить об опасности, и он спрятался в кустах около Днепра. Дочь приносила ему еду, но через несколько дней бывший лейтенант милиции Иван Блох и его жена Полька выдали их немцам и Израиля расстреляли.

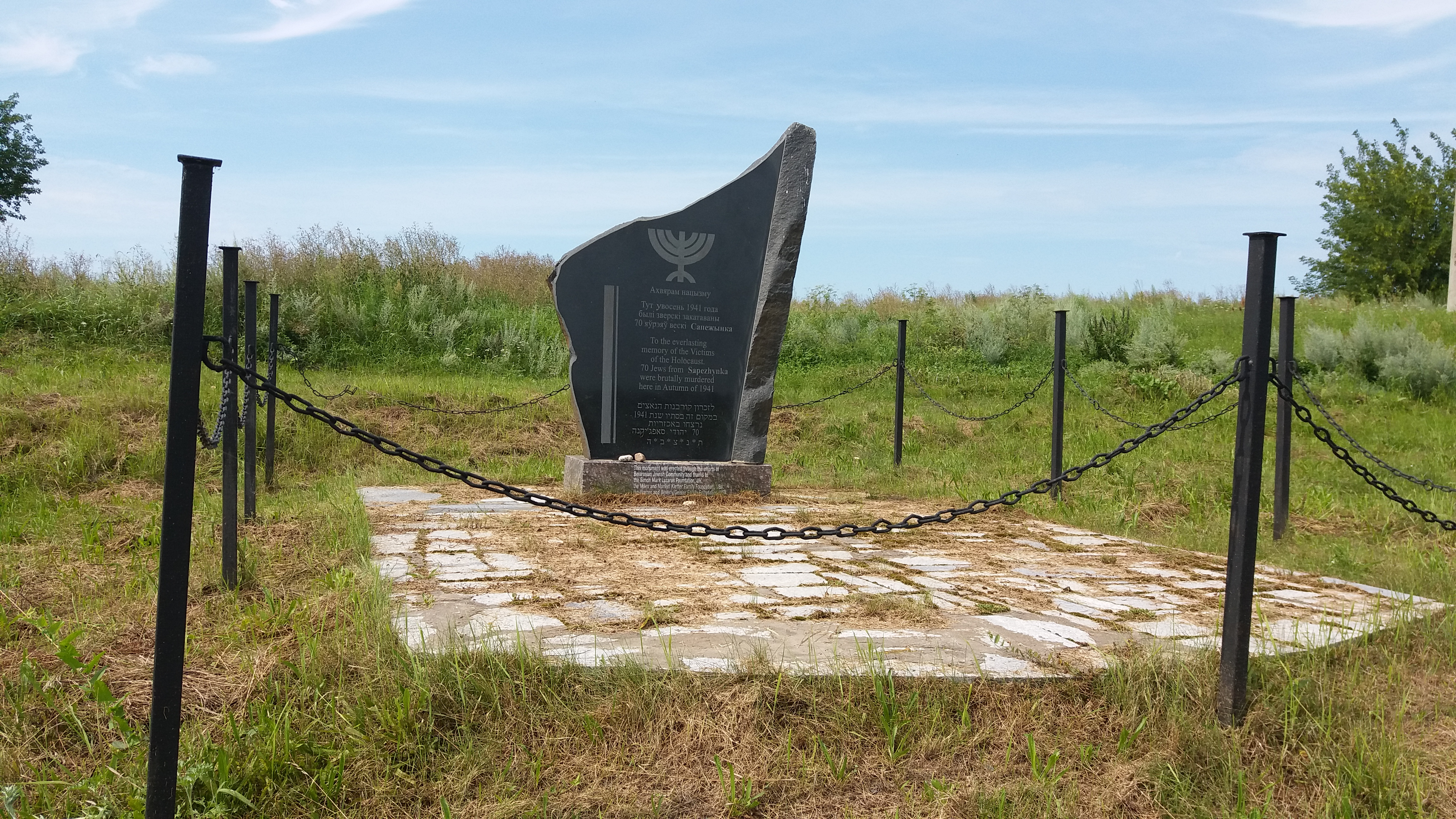

Сташкевич Пелагея Романовна, мать троих маленьких детей, знала, что за помощь евреям немцы убивали всю семью. Но, когда евреев стали забирать в Быхов, она вывела и спрятала у себя в подвале Хену Брилон с ребёнком. Но зимой кто-то донёс полицаям на неё, Хену с дочерью расстреляли, а Пелагею с детьми от смерти спасло только личное вмешательство старосты.

## Память
На месте дома Узилевского, где были собраны евреи Сапежинки перед расстрелом, в 2008 году установили памятник жертвам геноцида.
Место захоронения мужчин-евреев возле льнозавода после войны было точно опознано, так как там среди останков был найден деревянный протез, принадлежавший, по показаниям свидетелей, одноногому Шмуйле. Памятника на этом месте нет.
Всего нацисты и полицаи убили от 71 до 94 сапежинских евреев.

## Комментарии
1. ↑  В русском языке за служащими коллаборационистских полицейских органов закрепилось разговорное уничижительное название полица́й (во множественном числе — полица́и).